# Система оповещения по мобильным телефонам в Великобритании

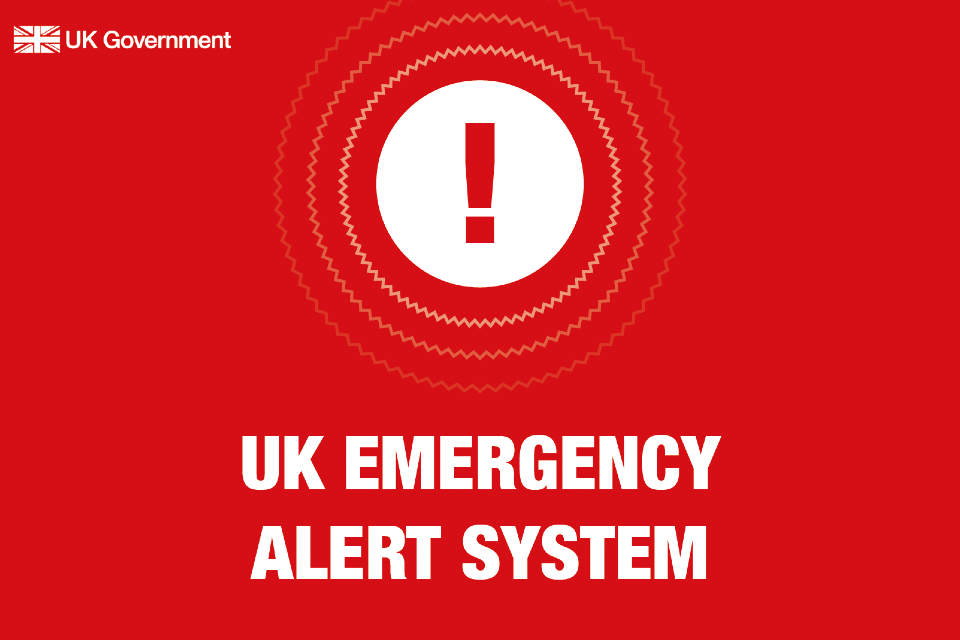
Логотип системы оповещения по мобильным телефонам правительства Великобритании

Система оповещения по мобильным телефонам в  Великобритании (англ. UK Mobile Phone Alert System) — система предупреждения населения во время чрезвычайных ситуаций, которая использует Cell Broadcast. Раннее тестирование началось в 2014 году. Первое испытание системы оповещения произошло в марте 2020 года. Система оповещения предназначена для использования при крупных инцидентах, таких как наводнение или теракты. Система экстренного оповещения была запущена 19 марта 2023 года и протестирована по всей стране впервые 23 апреля 2023 года. 